# Noël Aubin
Noël Aubin (Tours, 23 dicembre 1754 – Tours, 18 agosto 1835) è stato un editore e drammaturgo francese.

## Biografia
Figlio di un maestro ceratore di cui inizialmente continuò la professione, fu arrestato a Tours, poi rilasciato nell'anno III e si stabilì come libraio-editore a Parigi (intorno al 1795), lavorando in associazione con il tipografo-libraio J.-M Chevet.
Tra il 1799 e il 1802 pubblicò diverse commedie sotto gli pseudonimi di Desfougerais o Desfougerets e curò (1793-1797) e tradusse (1795-1802) varie opere, in particolare di autori britannici come James Harrington o Oliver Goldsmith. Le sue opere sono state poi eseguite al Théâtre du Vaudeville.
Cessata l'attività di libraio (1814), tornò a Tours e vi pubblicò, oltre che a Blois e Loches, diverse opere teatrali. Morì a Tours nell'agosto 1835, città dove era nato nel 1754.'

## Opere
- 1798: Le Rosier, canzone, musica di Émile Deschamps;
- 1799: Le Déménagement du Salon ou le Portrait de Gilles, commedia-parade in un atto e in vaudevilles, con René de Chazet, François-Pierre-Auguste Léger e Emmanuel Dupaty;
- 1799: Gilles aéronaute, ou l'Amérique n'est pas loin, commedia-parade in un atto, e con vaudevilles, con Armand Gouffé e Jean-Michel-Pascal Buhan;
- 1799: Les Deux Bluettes, commedia;
- 1800: Chamfortiana, ou Recueil choisi d'anecdotes piquantes et de traits d'esprit de Chamfort;
- 1802: Pannard, clerc de procureur, commedia-vaudeville in un atto e in prosa;
- 1815: Les Avoués en voyage, ou la Méprise, commedia in 2 atti e in prosa;
- 1824: L'Ami des pauvres et de son pays, ou l'Ennemi des abus, commedia;
- 1824: La Maladie de l'imagination, peinte par l'homme de la nature, commedia;
- 1824: Les Trois Domiciles, ou le Pauvre rentier, commedia in 2 atti e in prosa;